# Črni potok (Prosca)
Črni potok je pritok potoka Prosca, ki je desni pritok reke Gradaščice. Izvira v Polhograjskem hribovju, zahodno od Ljubljane. Sodi v porečje Ljubljanice.